# Dodge Copperhead
La Dodge Copperhead è una concept car costruita nel 1997 dalla casa automobilistica statunitense Dodge.

## Contesto
Pensata per vagliare l'interesse del pubblico nei confronti di una sportiva che andasse a collocarsi un gradino più in basso rispetto all'estrema Viper, la Copperhead riprese la volontà della Casa d'oltreoceano di attribuire alle sue sportive denominazioni tratte dal mondo dei serpenti velenosi. Copperhead è infatti il nome con cui in inglese si indica l'Agkistrodon contortrix, un serpente velenoso diffuso nel Nordamerica orientale.
Fu svelata per la prima volta nel 1997 al Salone dell'automobile di Detroit: come il pericoloso rettile da cui prendeva il nome, anche questa concept-car sfoggiava una colorazione ramata, un arancio cangiante con riflessi gialli a seconda dell'angolazione dalla quale la si osservava. Tale verniciatura era molto costosa, basti pensare che per realizzarla occorsero ben 36 mani di vernice. Stilisticamente era imparentata con la più grande Viper e tale parentela era evidente osservando per esempio la coda, con i gruppi ottici a goccia simili a quelli della sorella maggiore. Per il resto, era chiaramente visibile l'andamento sinuoso della linea di cintura, accentuato anche dai passaruota bombati atti ad ospitare le grandi ruote da 18 pollici all'avantreno e da ben 20 pollici al retrotreno. Particolare invece il frontale, con fari ellissoidali in posizione abbastanza ravvicinata ed un semplice ma aggressivo paraurti tagliato in quattro parti da due listelli disposti a croce. Il tema dei serpenti si ritrovava anche nel disegno dei battistrada, ma anche nell'abitacolo e più precisamente nel rivestimento dei sedili a squama di rettile. Nel posto guida spiccava la strumentazione, che relegava al cruscotto il solo tachimetro per concentrare invece tutto il resto in un agglomerato che dominava l'intera consolle centrale.
Si trattava di una roadster progettata per il piacere di guida puro e semplice, sebbene non fosse brutale come la Viper. Le ruote montate agli angoli estremi del corpo vettura (dotato quindi di sbalzi ridottissimi) ed il baricentro molto basso ne facevano trasparire la vocazione sportiva. Il motore era un V6 da 2.7 litri in grado di erogare una potenza massima di 220 CV.
La Dodge aveva intenzione di produrla in serie, visto anche l'interesse suscitato dalla vettura, ma ricevette un avviso da parte di un'altra Casa costruttrice che dimostrò di aver già registrato il nome Copperhead per un suo prodotto. Per evitare strascichi legali, il gruppo DaimlerChrysler, cui il marchio Dodge apparteneva, dapprima congelò ogni progetto legato all'auto, dopodiché abbandonò definitivamente la messa in produzione della vettura, e la roadster rimase solo un prototipo.